# Montréal (Yonne)
Montréal is een gemeente in het Franse departement Yonne (regio Bourgogne-Franche-Comté) en telt 181 inwoners (1999). De oppervlakte bedraagt 7,5 km², de bevolkingsdichtheid is 24,1 inwoners per km².

## Demografie
Onderstaande figuur toont het verloop van het inwoneraantal van Montréal vanaf 1962.

Bron: Frans bureau voor statistiek. Cijfers inwoneraantal volgens de definitie population sans doubles comptes (zie de gehanteerde definities)
1. ↑  Populations de référence 2022.